# Räddningsstation Hjälmaren
Räddningsstation Hjälmaren är en av Sjöräddningssällskapets räddningsstationer.
Räddningsstationen ligger vid färjeläget på Vinön i Hjälmaren och inrättades 2003. Den har nio frivilliga. 
Räddningsstationen blev operativ 2004 med Rescue Hjälmaren. Den första svävaren, den öppna svävaren S-11, kom till Vinön 2010. Stationen fick 2011 förstärkning med den öppna räddningsbåten Rescue Undine Wallenius, den byttes ut till OKG Craft 2015 för att sedan ersättas med Rescue Phöta F-son 2019.

## Räddningsfarkoster
- 90-106 Rescue Hjälmaren, en tidigare Stridsbåt 90 E, byggd 1993 och utlånad av Sveriges försvarsmakt.
- Rescue 930, en 7,6 meter öppen båt, byggd 1999
- Rescue Västerfjärden, en 5,2 meter lång båt, byggd 2021 av Nordic Rescue Yamaha Center i Kiruna, en ombyggd Buster XL
- Rescue Smulle, en täckt Ivanoff Hovercraft svävare, byggd 2010

## Tidigare räddningsfarkoster
- 6-14 Rescue Undine Wallenius, en 6,45 meter lång tidigare livbåt på ett Wallenius-fartyg, byggd 1999
- S-16 Rescue Vinön, en täckt svävare